# Txuiozi
Txuiozi (en rus: Чуйозы) és un poble de la república de l'Altai, a Rússia, que el 2016 no tenia cap habitant, pertany al districte d'Ongudai.